# Kokora (Estonie)
Pour les articles homonymes, voir Kokora.
Kokora est un village de la Commune de Alatskivi du Comté de Tartu en Estonie.
Au 31 décembre 2011, il compte 77 habitants.